# Thomas Lovejoy

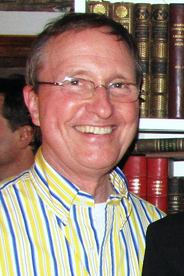
Thomas E. Lovejoy (2010)

Thomas Eugene Lovejoy (* 22. August 1941 in New York City, New York; † 25. Dezember 2021 in McLean, Virginia) war ein US-amerikanischer Ökologe. Er galt als führend auf dem Gebiet der Biodiversität.

## Leben
Lovejoy wurde im New Yorker Stadtteil Manhattan als Sohn eines Versicherungsmaklers und einer Hausfrau geboren. Er studierte an der Yale University, wo er 1964 einen Bachelorabschluss in Biologie und 1971 den Ph.D. erlangte. Er gehörte zum Beraterkreis von Biosphäre 2, einem Versuch in den 1990er Jahren, in einer Stahl- und Glaskonstruktion die Lebensverhältnisse der Erde nachzustellen und dabei vollständig auf Hilfe von außen zu verzichten, etwa bei der Luftzufuhr. Lovejoy bekleidete den Lehrstuhl für Biodiversität am Heinz Center for Science in Washington, D.C. von 2008 bis zur Schließung 2013. Im Jahr 2010 wurde er zum Universitätsprofessor an der George Mason University gewählt. Er war Mitglied der Big Cats Initiative, die eine Rettung von Großkatzen vor dem Aussterben anstrebt.
Für seine Arbeiten wurde er vielfach ausgezeichnet, darunter mit dem Tyler Prize for Environmental Achievement (2001), dem BBVA Foundation Frontiers of Knowledge Awards (2008) und dem Blue Planet Prize (2012). 1996 wurde er in die American Academy of Arts and Sciences gewählt, 2021 in die National Academy of Sciences.

## Wirken
Lovejoy prägte den Begriff der Biodiversität („biological diversity“). Er verglich die vom Menschen verursachte Lage des Planeten mit dem Aussterben der Dinosaurier vor etwa 65 Millionen Jahren, bezeichnete sie als Vorboten des sechsten Massenaussterbens in der Geschichte der Erde und ging von katastrophalen Folgen für die Menschheit aus, falls keine ambitionierten Anstrengungen zur Umsteuerung unternommen werden. Ein von Lovejoy immer wieder behandeltes Forschungsthema sind die Kipppunkte von Ökosystemen. Das sind Eigenschaften dieser Systeme, bei deren Überschreitung unaufhaltsame Prozesse einsetzen. Lovejoy ging beispielsweise davon aus, dass bei einer Zerstörung von etwa 25 Prozent des Amazonas-Regenwaldes ein solcher Kipppunkt erreicht wird und sich der verbleibende Urwald danach auch ohne menschliches Zutun unaufhaltsam in Savanne verwandele. Im Jahr 2019 waren bereits mehr als 20 Prozent dieses Urwaldes durch menschliche Eingriffe vernichtet. Lovejoy war Initiator des Biological Dynamics of Forest Fragments Projects im Amazonas-Regenwald.
Schon früh betonte Lovejoy den Zusammenhang von Klimakrise und Biodiversitätskrise. So seien von der Überhitzung des Klimasystems insbesondere Pflanzen- und Tierarten bedroht, die an enge ökologische Nischen angepasst sind. Etwa würde der Bengaltiger verschwinden, sobald sein Lebensraum, die indischen Mangrovensümpfe, vom Meer eingenommen werde. Lovejoy ging davon aus, dass das Zwei-Grad-Ziel für die Überwindung der Klimakrise unzureichend ist, und forderte auf Grundlage neuer Erkenntnisse eine radikale Wende in der Klimapolitik, in der das Überleben der Natur der oberste Maßstab sein müsse. Er sagte hierzu einmal: „Die 2 Grad, die in Kopenhagen als Obergrenze für die globale Erwärmung vereinbart werden sollten, sind für die Natur zu viel. Eine Welt, die 2 Grad heißer ist, wird etwa eine Welt ohne Korallenriffe sein.“
Lovejoy setzte sich für die Einbeziehung des Landverlustes in ein Modell für eine Kohlenstoffsteuer ein. Er fasste diese Idee einmal wie folgt zusammen: „Wenn sie nur auf fossile Energieträger erhoben wird, dann wird der Verlust von Wäldern zwangsläufig zunehmen, weil mehr nachwachsende Rohstoffe angebaut werden.“ Bei der Einführung einer solchen Steuer müsse laut Lovejoy somit auch der Landverlust durch den Anbau von Rohstoffen für Biodiesel mitbesteuert werden, um eine Erholung der Natur zu erreichen.